# République tchèque aux Jeux olympiques d'hiver de 2010
Cet article contient des informations sur la participation et les résultats de la République tchèque aux Jeux olympiques d'hiver de 2010 à Vancouver au Canada. Elle était représentée par 92 athlètes.

## Cérémonies d'ouverture et de clôture

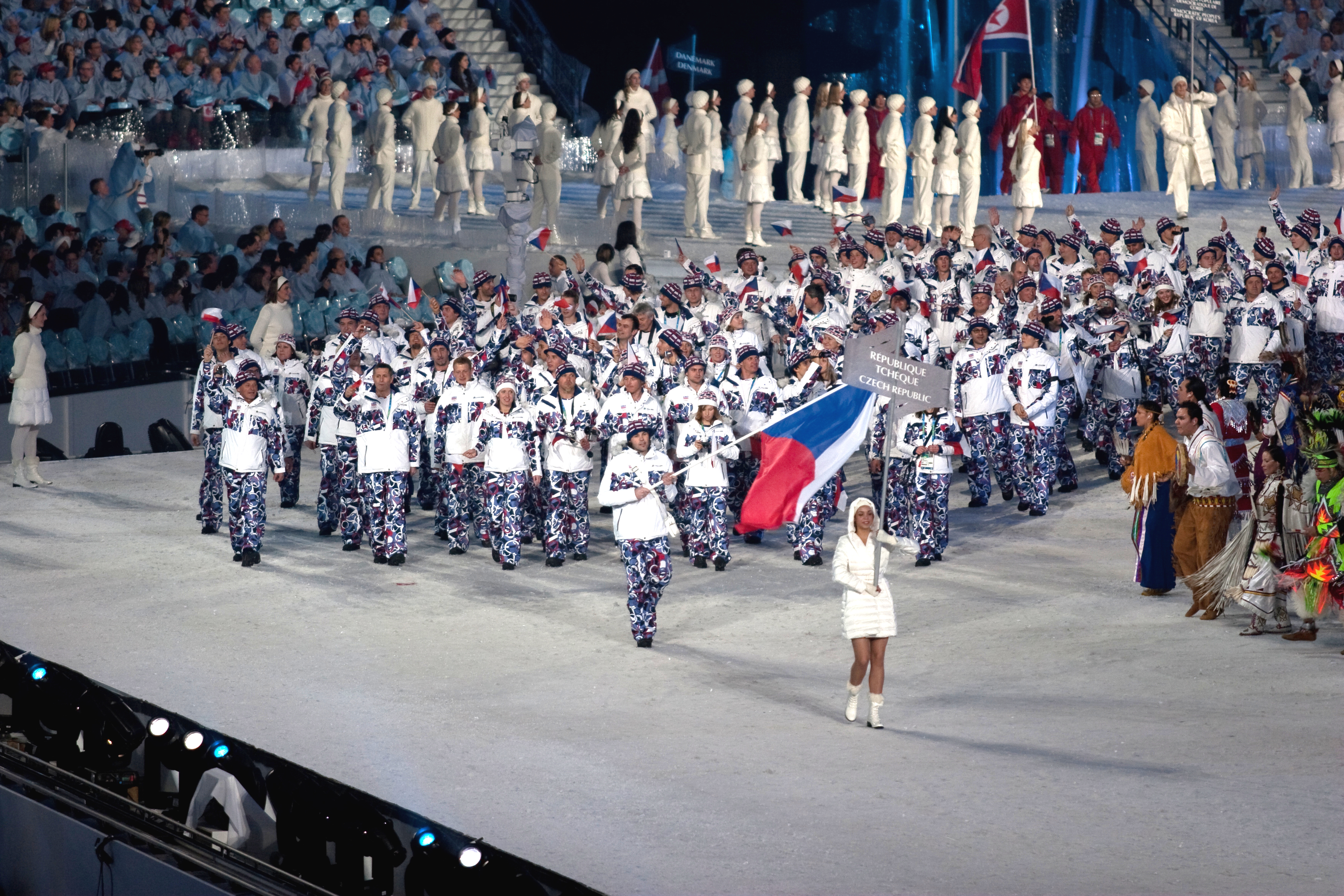
Entrée de la délégation tchèque lors de la cérémonie d'ouverture.

Comme cela est de coutume, la Grèce, berceau des Jeux olympiques, ouvre le défilé des nations, tandis que le Canada, en tant que pays organisateur, ferme la marche. Les autres pays défilent par ordre alphabétique. La République Tchèque est la 22e des 82 délégations à entrer dans le BC Place Stadium de Vancouver au cours du défilé des nations durant la cérémonie d'ouverture, après Chypre et avant la Corée du Nord. Cette cérémonie est dédiée au lugeur géorgien Nodar Kumaritashvili, mort la veille après une sortie de piste durant un entraînement. Le porte-drapeau du pays est le hockeyeur Jaromír Jágr.
Lors de la cérémonie de clôture qui se déroule également au BC Place Stadium, les porte-drapeaux des différentes délégations entrent ensemble dans le stade olympique et forment un cercle autour du chaudron abritant la flamme olympique. Le drapeau tchèque est alors porté par la patineuse de vitesse Martina Sáblíková, double médaillée d'or lors de ces Jeux.

## Médailles
- Liste des vainqueurs d'une médaille (par ordre chronologique)

### Or
| Sport               | Discipline          | Sportifs           | Performance        |
| Médailles d'or : 2  | Médailles d'or : 2  | Médailles d'or : 2 | Médailles d'or : 2 |
| ------------------- | ------------------- | ------------------ | ------------------ |
| Patinage de vitesse | 3000 mètres femmes  | Martina Sáblíková  | 4 min 02 s 52      |
| Patinage de vitesse | 5 000 mètres femmes | Martina Sáblíková  | 6 min 50 s 91      |

### Argent
| Sport                  | Discipline             | Sportifs               | Performance            |
| Médailles d'argent : 0 | Médailles d'argent : 0 | Médailles d'argent : 0 | Médailles d'argent : 0 |
| ---------------------- | ---------------------- | ---------------------- | ---------------------- |

### Bronze
| Sport                   | Discipline              | Sportifs                                         | Performance             |
| Médailles de bronze : 4 | Médailles de bronze : 4 | Médailles de bronze : 4                          | Médailles de bronze : 4 |
| ----------------------- | ----------------------- | ------------------------------------------------ | ----------------------- |
| Ski de fond             | 15 km libre hommes      | Lukáš Bauer                                      | 34 min 12 s 0           |
| Patinage de vitesse     | 1500 mètres femmes      | Martina Sáblíková                                | 1 min 57 s 96           |
| Ski de fond             | Relais 4 × 10 km hommes | Martin Jaks Lukáš Bauer Jiří Magál Martin Koukal | 1 h 45 min 21 s 9       |
| Ski alpin               | Slalom femmes           | Sarka Zahrobska                                  | 1 min 43 s 90           |

## Engagés par sport

### Biathlon
Hommes
- Roman Dostál
- Ondřej Moravec
- Jaroslav Soukup
- Michal Šlesingr
- Zdeněk Vítek

Femmes
- Magda Rezlerová
- Gabriela Soukalová
- Zdeňka Vejnarová
- Veronika Vitková
- Veronika Zvařičová

### Bobsleigh
Hommes
- Martin Bohman
- Ivo Danilevič
- Jan Kobián
- Ondřej Kozlovský
- Jan Stokláska
- Dominik Suchý
- Miloš Veselý
- Jan Vrba

### Combiné nordique
- Pavel Churavý
- Miroslav Dvořák
- Tomáš Slavík
- Aleš Vodseďálek

### Curling
Les équipes masculine et féminine de République tchèque ne sont pas qualifiées pour la compétition.

### Hockey sur glace
L'équipe masculine est qualifiée pour la compétition. L'équipe féminine est éliminée lors du tournoi de qualification olympique.

#### Effectif
- Gardiens de but : Ondřej Pavelec (Thrashers d'Atlanta), Jakub Štěpánek (HC Vítkovice), Tomáš Vokoun (Panthers de la Floride).
- Défenseurs : Miroslav Blaťák (Salavat Ioulaïev Oufa), Jan Hejda (Blue Jackets de Columbus), Tomáš Kaberle (Maple Leafs de Toronto), Filip Kuba (Sénateurs d'Ottawa), Pavel Kubina (Thrashers d'Atlanta), Zbyněk Michálek (Coyotes de Phoenix), Roman Polák (Blues de Saint-Louis), Marek Židlický (Wild du Minnesota).
- Attaquants : Petr Čajánek (SKA Saint-Pétersbourg), Roman Červenka (HC Slavia Praha), Patrik Eliáš (Devils du New Jersey), Martin Erat (Predators de Nashville), Tomáš Fleischmann (Capitals de Washington), Martin Havlát (Wild du Minnesota), Jaromír Jágr[5] (Avangard Omsk), David Krejčí (Bruins de Boston), Milan Michálek (Sénateurs d'Ottawa), Tomáš Plekanec (Canadiens de Montréal), Tomáš Rolinek (Metallourg Magnitogorsk), Josef Vašíček (Lokomotiv Iaroslavl).
- Entraîneur : Vladimír Růžička, Josef Jandač et Ondřej Weissmann.

### Luge
Hommes
- Jakub Hyman (individuel)
- Ondřej Hyman (individuel)
- Luboš Jíra (double)
- Matěj Kvíčala (double)

### Patinage artistique
La République tchèque a deux qualifiés pour l'épreuve hommes et deux pour l'épreuve de danse sur glace.
Hommes
- Michal Březina
- Tomáš Verner

Danse sur glace
- Kamila Hájková
- David Vincour

### Patinage de vitesse
Femmes
- Karolína Erbanová
- Martina Sáblíková  (3000 m),  (1500 m),  (5000 m)

### Saut à ski
- Martin Cikl
- Antonín Hájek
- Lukas Hlava
- Jakub Janda
- Roman Koudelka

### Patinage de vitesse sur piste courte
Femmes
- Kateřina Novotná

### Ski acrobatique
Hommes
- Tomáš Kraus (ski cross)
- Zdeněk Šafář (ski cross)
- Lukáš Vaculík (bosses)

Femmes
- Martina Konopová (sauts)
- Nikola Sudová  (bosses)
- Šárka Sudová  (bosses)
- Tereza Vaculíková (bosses)

### Ski alpin
Hommes
- Ondřej Bank
- Kryštof Krýzl
- Filip Trejbal
- Martin Vráblík
- Petr Záhrobský

Femmes
- Klára Křížová
- Šárka Záhrobská
- Petra Zakouřilová

### Ski de fond
Hommes
- Lukáš Bauer
- Martin Jakš
- Martin Koukal
- Dušan Kožíšek
- Jiří Magál
- Aleš Razým
- Milan Šperl

Femmes
- Ivana Janečková
- Eva Nývltová
- Kamila Rajdlová
- Eva Skalníková

### Snowboard
Hommes
- David Bakeš (snowboard cross)
- Michal Novotný (snowboard cross)
- Petr Šindelář (slalom géant parallèle)

Femmes
- Šárka Pančochová (half pipe)
- Zuzana Doležalová (slalom géant parallèle)

## Diffusion des Jeux en République tchèque
Les Tchèques peuvent suivre les épreuves olympiques en regardant les chaînes ČT2 et ČT4 Sport du groupe public Česká televize (ČT), ainsi que sur le câble et le satellite sur Eurosport. Česká televize, Eurosport et Eurovision permettent d'assurer la couverture médiatique tchèque sur Internet.